# Almeida Theatre
L'Almeida Theatre è un teatro di Londra, situato nel quartiere di Islington e che prende il nome dalla strada in cui si trova.

## Storia
L'edificio è stato costruito nel 1837 per le neofondata Islington Literary and Scientific Society e comprendeva una biblioteca, un museo, una sala lettura, un laboratorio e una sala di conferenze per cinquecento ospiti. Progettato da Robert Lewis Roumieu ed Alexander Dick Gough, l'edificio fu venduto nel 1982 e ancora nel 1874 al Wellington Club, che ne fu proprietario fino al 1886. Dal 1885 la sala fu usata per concerti, balli ed incontri pubblici, per poi essere comperata nel 1890 dall'Esercito della Salvezza, che la ribattezzò Wellington Castle Barracks - poi Wellington Castle Citadel dal 1902. L'Esercito della Salvezza vi rimase fino al 1955 e dopo una breve parentesi come teatro di varietà la struttura rimase inutilizzata dal 1956 al 1972. Nel 1972 fu iniziata una campagna per trasformare l'edificio in un teatro e l'edificio fu proclamato di II grado nel 1972.

## Il teatro
Dopo anni di lavori, il teatro fu inaugurato nel 1980 con la direzione artistica di Pierre Audi, che rimase al timone fino al 1989. Scegliendo opere nuove e classiche di drammaturghi di primo piano, il teatro di affermò rapidamente e richiamò registi di rilievo come Jurij Petrovič Ljubimov, Robert Wilson, Robert Lepage, Simon McBurney, Robert Lepage, Simon McBurney e Peter Brook. Nel 1990 la direzione artistica passò ad Ian McDiarmid e Jonathan Kent, che produssero allestimenti di successo che ebbero una seconda vita nel West End londinese e a Broadway. Nel 1993 il teatro vinse il Laurence Olivier Award. Gli anni novanta videre produzioni di nuove opera di Harold Pinter, ma anche acclamati revival delle tragie di Racine Fedra e Britannico con Diana Rigg, Amleto e Ivanov con Ralph Fiennes e Naked con Juliette Binoche. Nel 1999 il teatro fu ristrutturato e nel 2002 la direzione artistica passò a Michael Attenborough, che mantenne la posizione fino al 2013. Nel 2013 Rupert Goold divenne il nuovo direttore artistico e mise in scena allestimenti di opere teatrali nuove, come Chimerica e King Charles III, entrambe premiate con il Laurence Olivier Award alla migliore opera teatrale.

## Direttori
- Pierre Audi (1979–1989)
- Jonathan Kent e Ian McDiarmid (1990–2002)
- Michael Attenborough (2002–2013)
- Rupert Goold (2013 – in carica)